# Przestrzeń objawienia
Przestrzeń objawienia (tyt. oryg. Revelation Space) – powieść science fiction z elementami space opery brytyjskiego pisarza Alastaira Reynoldsa. Wydana w 2000 i nominowana do nagrody BSFA. 

## Fabuła
Akcja powieści rozgrywa się na kilku planach czasowych w wieku XXVI. Ludzkość już dawno opuściła Ziemię, rozpoczynając kolonizację kosmosu, nadal niewyjaśnioną zagadką pozostaje jednak brak innych inteligentnych form życia we Wszechświecie. W roku 2551 stara się ją rozwikłać Dan Sylveste, archeolog i przywódca kolonii na planecie Resurgam, położonej na skraju obszaru zasiedlonego przez ludzkość, prowadzący badania nad pozostałościami wymarłej w tajemniczych okolicznościach cywilizacji Amarantinów, zamieszkującej planetę 900 000 lat wcześniej. 
Następnie akcja przeskakuje do roku 2540 na pokład statku „Nostalgia za Nieskończonością”, którego większość załogi jest zamrożona na czas podróży na planetę Yellowstone (w systemie Epsilon Eridani) gdzie spodziewają się znaleźć Sylveste'a. „Nostalgia” jest starym statkiem kolonizacyjnym, zdolnym pomieścić setki tysięcy pasażerów, ale teraz jego załoga składa się tylko z garstki Ultrasów – bardzo zmodyfikowanych ludzi przystosowanych do rygorów długich międzygwiezdnych lotów kosmicznych. Są oni zdesperowani odszukać Sylveste'a ponieważ ich kapitan został zarażony Parchową Zarazą, wirusem, który w równej mierze atakuje komórki człowieka jak i maszyny, wypaczając je w groteskowe formy. Sądzą, że tylko wiedza techniczna rodziny Sylveste może pomóc uleczyć kapitana, nie zdają sobie jednak sprawy, że Sylveste prowadzi prace archeologiczne na Resurgamie. 
W tym czasie, w roku 2524 w Chasm City na Yellowstone, zawodowa zabójczyni Ana Khouri zostaje wynajęta przez tajemniczą postać znaną jako Mademoiselle w celu infiltracji załogi „Nostalgii za Nieskończonością”, gdy dotrze na orbitę Yellowstone. Nowy pracodawca Khouri wie o ich zamiarze dotarcia do Sylveste'a i zleca jej jego zamordowanie. Używając podstępu, udaje jej się zorganizować dwadzieścia lat później spotkanie między Khouri i jednym z triumwirów statku, Ilią Volyovą.